# 土库曼斯坦国徽
土庫曼斯坦國徽现国徽為伊斯兰八角星形（1992年至2003年為圓形）。中間是藍地、圓形，繪有一匹阿哈爾捷金馬，外圍圓環繪有五個地氈圖案（代表五個部落，也出現在國旗上）。最外圍上有新月抱五顆五角星圖案，並以麥穗和棉花裝飾。